# Geosiphon pyriformis

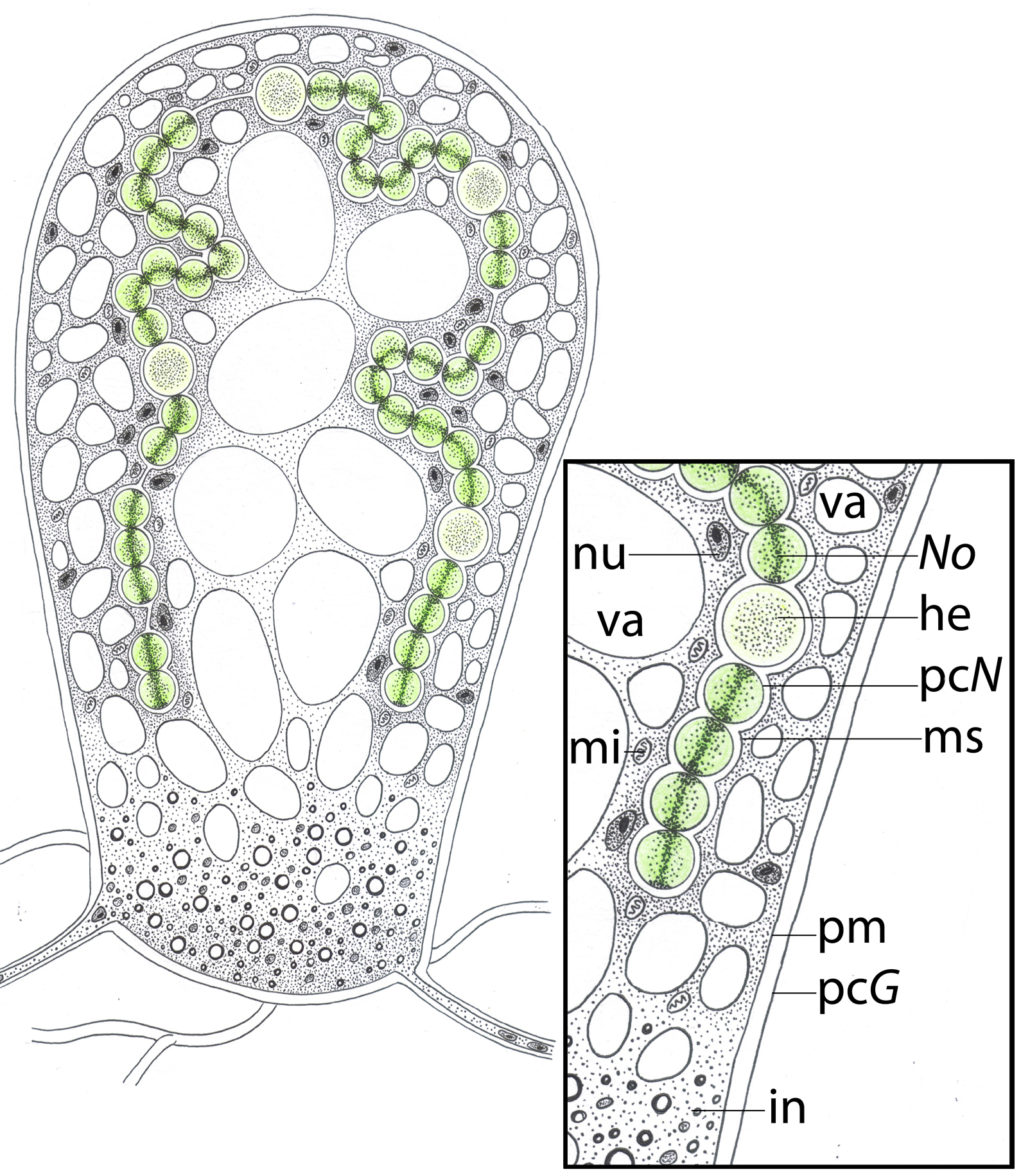
Nostoc-Blaualgen in den Zellen von Geosiphon pyriformis

Geosiphon pyriformis zählt phylogenetisch zu den Arbuskulären Mykorrhizapilzen, auch wenn bisher keine Mykorrhiza-Symbiose für ihn nachgewiesen wurde und bildet die einzige Art der Familie Geosiphonaceae. Er lebt auf lehmigen, nährstoffarmen Böden in Symbiose mit bestimmten Stämmen der Blaualge Nostoc punctiforme.

## Gestalt, Bedeutung und Verbreitung
Der fotosynthetisch aktive Symbiosepartner wächst in zirka 1,5 mm langen dunklen glänzenden Bläschen des ansonsten mikroskopisch kleinen Pilzes. Es handelt sich um die einzige bisher bekannte Symbiose, bei der Cyanobakterien innerhalb der Zellen eines Pilzes wachsen. Cyanobakterien leben auch in Form von Flechten mit Pilzen in einer Symbiose. Hier wachsen die Cyanobakterien jedoch ausnahmslos extrazellulär. Bisher sind nur wenige Funde für Geosiphon pyriformis dokumentiert. Die Fundorte liegen in Deutschland und Österreich, wobei der Spessart das Hauptverbreitungsgebiet darstellt.

## Funktion und Entstehungsweise der Symbiose mitNostoc
Geosiphon pyriformis ist ein obligater Symbiont, das heißt, er wächst nicht außerhalb der Symbiose. Die Cyanobakterien sind hingegen fakultative Symbiosepartner und können freilebend wachsen. Freilebende Nostoc-Stämme werden als Fäden aus wenigen Zellen via Endocytose von den Hyphen des Pilzes aufgenommen. Daraufhin wachsen die Hyphen zu den makroskopischen Blasen aus, in denen sich die aufgenommenen Cyanobakterien vermehren und zur N2-Fixierung Heterocysten bilden.
Nostoc-Zellen werden nur während eines bestimmten Zustands, dem sogenannten Primordium, aufgenommen. Dabei handelt es sich um den Übergang von der beweglichen Ausbreitungsphase zur festsitzenden Lebensform in Form der Gallertklümpchen der typischen Nostoc-Lager. Die Erkennung dieser symbiosekompatiblen Phase basiert wahrscheinlich auf einem Lectin-vermittelten Prozess. Der Pilz erhält von den Cyanobakterien die fotosynthetisch gebildeten Zucker und womöglich Stickstoff-Verbindungen aus den Heterocysten. Für Nostoc besteht der Vorteil der Symbiose in einer für Wachstum und Fotosynthese ausreichenden Versorgung mit Wasser, Phosphat und CO2.

## Symbiose als Argument für die Endosymbionten-Theorie
Der Pilz gilt als Zeuge für die frühe Stammesgeschichte der Pflanzen. An ihm lässt sich die Endosymbiontentheorie nachvollziehen und experimentell weiterentwickeln, weil er freilebende Cyanobakterien aufnimmt und für den eigenen Stoffwechsel nutzt. Gemäß der Endosymbionten-Theorie haben sich die Chloroplasten aus einer vergleichbaren „Domestizierung“ von Cyanobakterien entwickelt.

## Symbiose mit anderen Organismen
Geosiphon pyriformis lebt gleichzeitig mit weiteren Organismen in Symbiose: Zum einen wird ein anderer bakterieller bisher aber nicht identifizierter Endosymbiont vorgefunden, der in vielen anderen Arbuskulären Mykorrhiza-Pilzen vorkommt. Zum anderen wächst der Pilz immer in Gesellschaft von Hornmoosen (Anthoceros und Phaeoceros) und von dem Lebermoos Blasia pusilla. Die Pilzhyphen sind hierbei mit den Thalli und Rhizoiden der begleitenden Moosgewächse assoziiert, welche ebenfalls mit Nostoc in Symbiose leben. Die Nostoc-Stämme wachsen in diesen Moosen extrazellulär und sind mit Geosiphon pyriformis kompatibel.